# Adam Kennedy
Adam Thomas Kennedy (Riverside, 10 de janeiro de 1976), é um jogador profissional de beisebol norte-americano.

## Carreira
Adam Kennedy foi campeão da World Series 2002 jogando pelo Anaheim Angels. Na série de partidas decisiva, sua equipe venceu o San Francisco Giants por 4 jogos a 3.